# Waiting in the Wings
Waiting in the Wings is het tweede album van de Zweedse band Seventh Wonder, uitgebracht in 2006 door Lion Music.

## Track listing
1. "Star Of David" - 5:13
2. "Taint The Sky" - 6:25
3. "Waiting In The Wings" - 9:18
4. "Banish The Wicked" - 5:36
5. "Not An Angel" - 6:45
6. "Devil's Inc." - 7:14
7. "Walking Tall" - 4:20
8. "The Edge Of My Blade" - 6:32
9. "Pieces" - 4:31

## Band
- Tommy Karevik - zanger
- Andreas Söderin - toetsenist
- Johan Liefvendahl - gitarist
- Andreas Blomqvist - bassist
- Johnny Sandin - drummer